# Liwnyer Schwein
Das Liwnyer Schwein (russisch Ливенская, transkribiert Liwenskaja) ist eine Mehrnutzungsschweinerasse aus Russland.

## Zuchtgeschichte
Die Rasse wurde nahe der Stadt Liwny in der Oblast Orjol in Russland entwickelt, indem man einheimische Hängeohren-Sauen mit Ebern der Rassen Large White, Berkshire-Schwein und Poland China kreuzte. Federführend war N. N. Korowezkaja. 1949 wurde die Rasse als Mehrnutzungsrasse anerkannt.

## Charakteristika
- Farbe weiß oder schwarzbunt, seltener rotbunt oder schwarz
- Kopf relativ kurz und breit mit aufgewölbter Nase
- Ohren groß, dick und leicht hängend
- Rücken breit, gerade und leicht aufgewölbt
- Brust breit und tief
- Skelett kräftig
- Fundament stark
- Haut rau, manchmal mit Falten
- Beborstung dicht und am Körper anliegend
- Gewicht Sauen 237 kg, Eber 295 kg
- Zeit bis 100 kg: 196 Tage
- hohe Anpassungsfähigkeit an Wetter- und Fütterungsbedingungen
- gute Fleischqualität; beste Fleischfarbe aller Rassen der GUS

Es existieren 18 Eberlinien und 46 Sauenfamilien.

## Vorkommen
Hauptzuchtgebiete sind die Oblasti Orjol, Lipezk und Woronesch in Russland.
1980 lag die Anzahl reinrassiger Liwnyer Schweine bei 59.600 Tieren.

## Quelle
- https://www.fao.org/3/ah759e/AH759E10.htm